# Pino Tovaglia
Pino Tovaglia, all'anagrafe Giuseppe Tovaglia (Milano, 3 dicembre 1923 – Milano, 30 novembre 1977), è stato un grafico italiano, tra i principali esponenti della Scuola svizzera in Italia.

## Biografia

Il marchio della Regione Lombardia (Rosa camuna), progettato nel 1975 assieme a Bruno Munari, Bob Noorda e Roberto Sambonet.

Attivo fin da giovanissimo nell'ambito della grafica pubblicitaria, a partire dal 1946 Tovaglia è insegnante di progettazione grafica presso la Scuola superiore d'Arte applicata all'Industria del Castello Sforzesco  di Milano. In seguito insegnerà anche presso l'Umanitaria e presso la Scuola politecnica di design, sempre nella città di Milano.

Collabora inoltre con numerose aziende sia italiane sia internazionali. Tra le opere più celebri è possibile citare i marchi per Alfa Romeo, Ottagono e Nebiolo.
Nel 1954 vince il Premio nazionale della pubblicità grazie ad una serie di annunci realizzati per Finmeccanica. Nel 1956 fonda lo studio CNPT assieme a Giulio Confalonieri, Ilio Negri e Michele Provinciali. Nel 1958 vince la Palma d'oro per la pubblicità.
Nel 1967 Pino Tovaglia realizza per la Rai il simbolo della trasmissione Radiotelefortuna. Nello stesso periodo realizza alcuni dei suoi manifesti più noti: Italia da salvare (1967), Cinturato Pirelli (1967) e Brandy Stock (1970).
Nel 1969 realizza la copertina per il numero di gennaio del giornale Graphicus, una rivista storica dedicata alla grafica, alla tipografia e alla tecnica nata nel 1911 a Torino.
Nel 1972 realizza il restyling del logo dell'Alfa Romeo, mentre nel 1975 disegna il simbolo della Regione Lombardia in collaborazione con Bruno Munari, Bob Noorda e Roberto Sambonet.
Pino Tovaglia è stato tra i fondatori dell'AIAP (Associazione italiana design della comunicazione visiva), 1955, e membro dell'AGI Alliance Graphique Internationale.
Pino Tovaglia muore prematuramente nel 1977, e viene deposto nel cimitero di Chiaravalle. Nel 1998 gli viene assegnato il Compasso d'Oro alla memoria.

## Premi
- 1954 : Premio Nazionale della Pubblicità[9].
- 1958 : Palma de Oro per la pubblicità[10].
- 1998 : Compasso d'Oro.